# Adolf Sydow

Adolf Sydow

Karl Leopold Adolf Sydow (* 23. November 1800 in Charlottenburg; † 23. Oktober 1882 in Berlin) war ein protestantischer Theologe.

## Leben
Sein Vater war Otto Ferdinand Sydow, Bürgermeister von Charlottenburg, seine Mutter Sophie Henriette, geb. Müncheberg. Er hatte sechs Geschwister. Adolf Sydow heiratete am 23. Mai 1828 Rosalie Ziegler († 1840), die Tochter eines Berliner Polizeirats. Der Ehe entstammten sieben Kinder. 
Nach Beendigung des Privatunterrichts besuchte Sydow das Gymnasium zum Grauen Kloster in Berlin unter dem Direktorat von Joachim Bellermann, das er als primus omnium verließ. 1819 erfolgte seine Immatrikulation an der Universität Berlin, wo er ein begeisterter Schüler von Friedrich Schleiermacher wurde. Nach dessen Tod gab er 1836 und 1837 mehrere Bände mit Schleiermachers Predigten, darunter die Homilien über das Evangelium des Johannes, heraus.
Noch vor seinem Examen bot ihm 1822 der Kommandeur der Berliner Kadettenanstalt Johann Georg Emil von Brause die freie Repetentenstelle am Kadettenkorps an, die Sydow dankbar annahm. Nach einer schweren Erkrankung absolvierte er 1827 sein Examen und wurde auf Grund seines vorzüglichen Abschlusses sofort für zum Predigeramt wahlfähig erklärt. Durch eine direkte Eingabe an den preußischen König Friedrich Wilhelm III. erreichte der Kadettenkommandant von Brause, dass Sydow gleich darauf die freigewordene Stelle des Predigers am Kadettenkorps erhielt, die er bis zum Jahre 1837 innehatte. Am 27. Januar 1828 fand die Ordination unter Assistenz von Schleiermacher und Friedrich August Pischon statt. 
Im Herbst 1836 wurde Sydow durch Friedrich Wilhelm III. zum Hof- und Gardedivisionsprediger in Potsdam ernannt. Von Friedrich Wilhelm IV. wurde er 1841 nach England zur Beobachtung der dortigen kirchlichen Zustände geschickt und gab ein von der Königin Victoria veranlasstes Gutachten über die schottische Kirchentrennung heraus: Die schottische Kirchenfrage (Potsdam 1845). Nachdem er 1843 die Gründung der Free Church of Scotland (die sogenannte „disruption“) miterlebt hatte, trat er auch in seiner Heimat für eine Befreiung der evangelischen Kirche vom landesherrlichen Kirchenregiment ein.

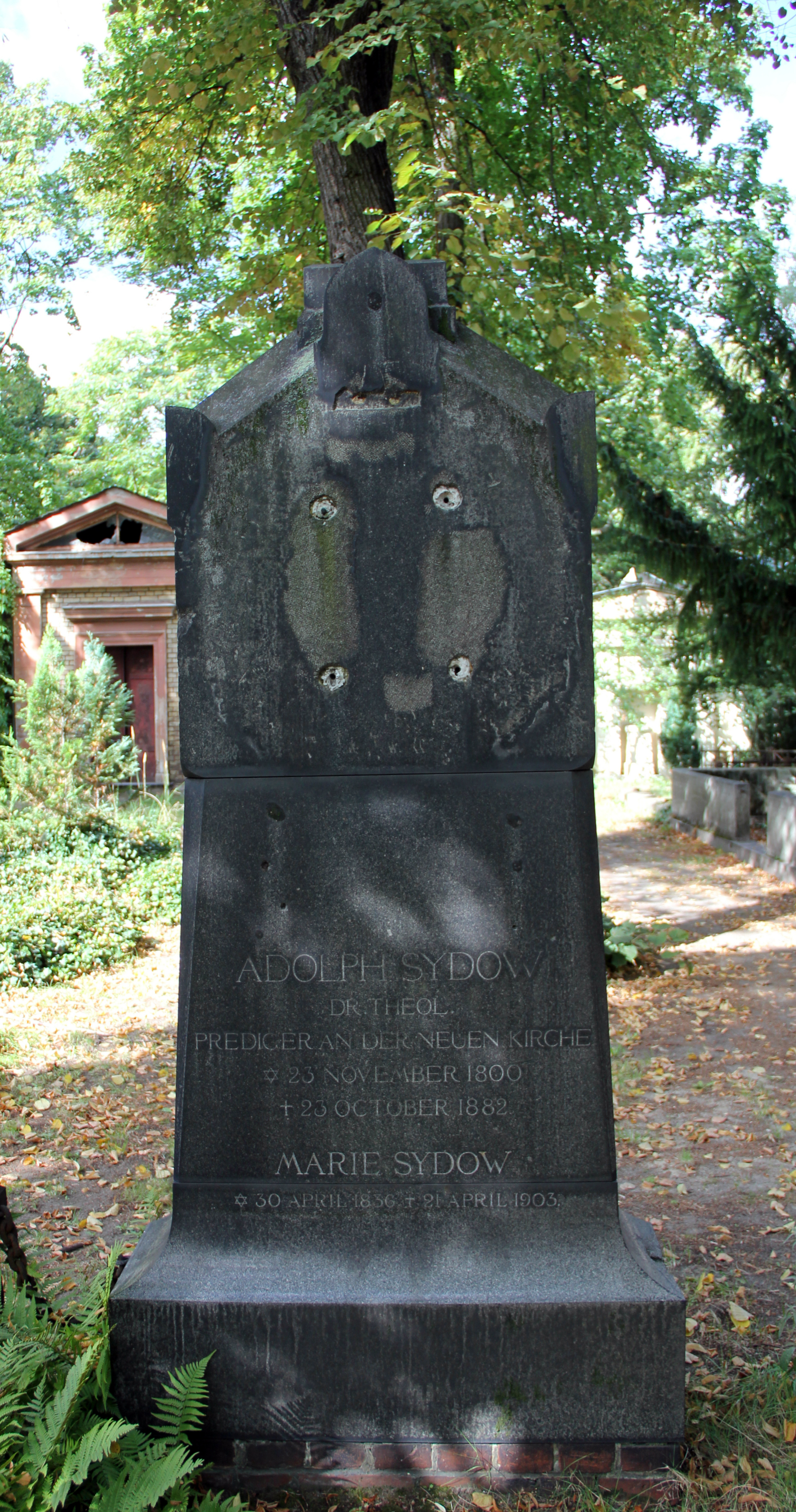
Grab von Adolf Sydow in Berlin-Kreuzberg

1844 kehrte Sydow nach Potsdam zurück, wo er in die Provinzialsynode berufen wurde. Auch der preußischen Generalsynode von 1846 gehörte er an. 1846 tauschte er seine Hofpredigerstelle mit der vom Berliner Magistrat angebotenen Predigerstelle an der Neuen Kirche in Berlin. 1848 wurde Sydow vom Berliner Magistrat zum Redner für die evangelischen Märzgefallenen ernannt und als Mitglied in die Preußische Nationalversammlung gewählt. Sydow überlebte zwei Attentate und hatte eine große Anhängerschaft. 
Sydow war neben seinem Amt als Gemeindepfarrer auch kirchenpolitisch engagiert, unter anderem als Mitbegründer der Monatszeitschrift für die unierte evangelische Kirche und Vorstandsmitglied des Gustav-Adolf-Vereins. Zwischen 1850 und 1856 gab er eine deutsche Werkausgabe des amerikanischen unitarischen Theologen William Ellery Channing heraus. Am 12. Januar 1872 hielt er im Berliner Unionsverein den Vortrag Über die wunderbare Geburt Jesu (gedruckt in der Sammlung Protestantischer Vorträge, Berlin 1873). Seine Bezweiflung der Jungfrauengeburt führte zu einer Disziplinaruntersuchung durch den Berliner Konsistorialpräsidenten Immanuel Hegel, die zunächst zu seiner Amtsentsetzung führte. Der Evangelische Oberkirchenrat wandelte jedoch am 5. Juli 1873 die Strafe in einen geschärften Verweis um. 
Adolf Sydow starb 1882 im Alter von fast 82 Jahren in Berlin. Beigesetzt wurde er auf dem Friedhof II der Jerusalems- und Neuen Kirche vor dem Halleschen Tor. Der erhaltene Grabstein wurde bis 1945 durch ein bronzenes Porträtrelief Sydows geschmückt, ein Werk des Bildhauers Otto Lessing.
Seine Tochter Marie Sydow verfasste nach seinem Tod eine Lebensbeschreibung (Berlin 1883).

## Schriften (Auswahl)
- Rede am Grabe des Herrn Johann Georg Emil von Brause am 13. April 1836. Dietericische Buchdruckerei (E. S. Mittler), Berlin 1836
- Beiträge zur Charakteristik der kirchlichen Dinge in Großbritannien, 2 Teile, Potsdam 1844f.
- Worte gesprochen im Friedrichshain bei der Bestattung der am 18. und 19. März Gefallenen. Literarisches Inst., Berlin [1848] (siehe auch: Friedhof der Märzgefallenen)
- Worte am Sarge Ludwig Tieck’s gesprochen, am 1. Mai 1853. Schulze, Berlin 1853
- Worte bei der Grundsteinlegung zu Schiller’s Denkmal in Berlin am 10. November 1859. Schulze, Berlin 1859
- Aktenstücke betreffend das vom Königlichen Consistorium der Provinz Brandenburg über mich verhängte Disciplinarverfahren wegen meines Vortrags „Über die wunderbare Geburt Jesu“. Henschel, Berlin 1873